# Конфликт вокруг Игл-Пасс
Конфликт вокруг Игл-Пасс — внутренний конфликт между властями штата Техаса и федеральными властями США, связанный с контролем нелегальной миграции на границе с Мексикой, часть более общего пограничного кризиса США и Мексики и пример обострения политической поляризации в США.

## Ход событий
11 января 2024 года Национальная гвардия Техаса взяла под контроль границу в городе Игл-Пасс, расположенную вдоль реки Рио-Гранде, являющуюся границей между Мексикой и Соединёнными Штатами, после того, как губернатор Техаса Грег Эббот подписал чрезвычайное заявление о закрытии контрольно-пропускного пункта (КПП). Эбботт сослался в своем заявлении на пограничный кризис между Мексикой и Соединенными Штатами и необходимость обеспечения безопасности мексиканско-американской границы. Национальная гвардия Техаса запретила агентам пограничного патруля США патрулировать район, который использовался для задержания мигрантов в последние недели. После закрытия пункта пропуска трое мигрантов были найдены утонувшими в Рио-Гранде.
22 января Верховный суд Соединённых Штатов издал постановление об отмене судебного запрета, который запрещал агентам пограничного патруля перерезать проволоку, которую Национальная гвардия использовала для возведения забора в парке Шелби. Постановление касалось более раннего спора и не касалось размещения в Техасе колючей проволоки или блокирования доступа федеральных чиновников в парк. 24 января Эбботт в ответ заявил, что Техас откажет федеральным властям в доступе к границе, пообещав «защищать суверенитет нашего штата». Противостояние между властями штата и федеральными властями по поводу иммиграции является уникальным в современной американской истории.
После решения Верховного суда объявили о своей поддержке правительства Техаса все губернаторы штатов от Республиканской партии, за исключением губернатора Вермонта Фила Скотта, а также многие другие представители республиканской партии, среди которых спикер Палаты представителей Майк Джонсон, сенатор от штата Техас Тед Круз, бывший президент США Дональд Трамп, генеральный прокурор штата Кентукки Рассел Коулман. Всего сторону Эботта заняли 24 штата.

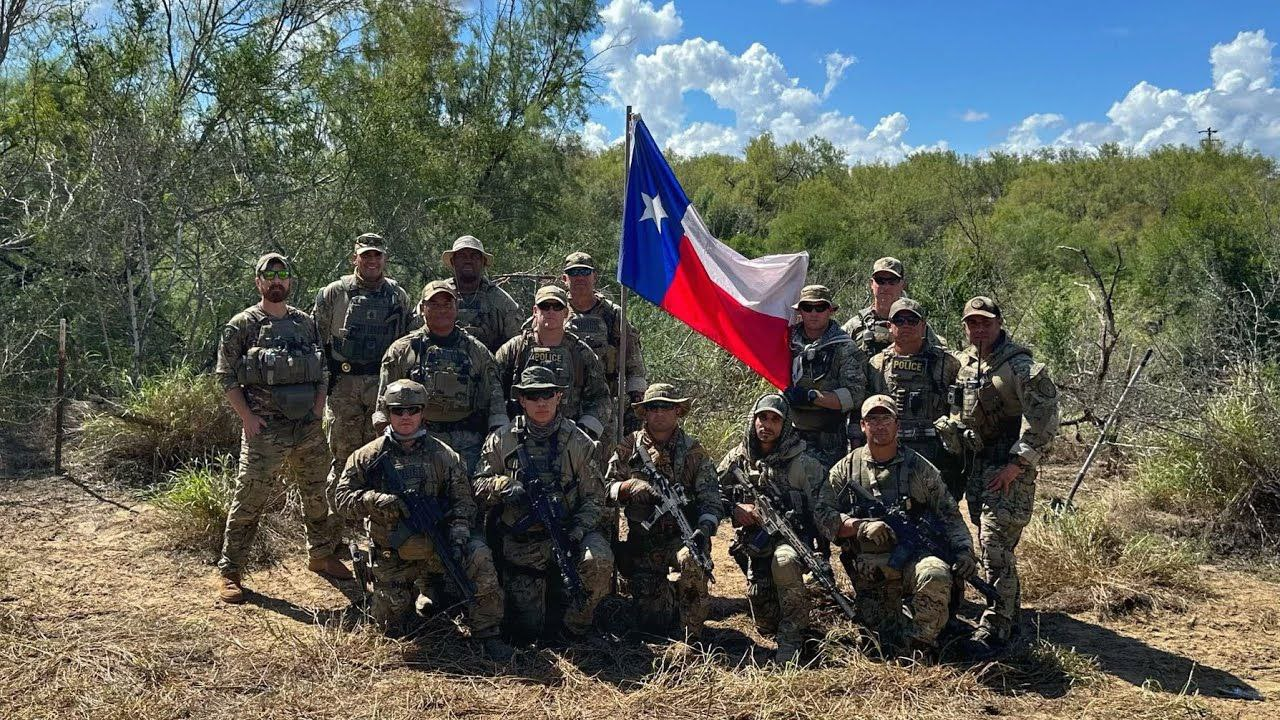
Отряд пограничников штата Техас рядом с Игл-Пасс

23 января Министерство внутренней безопасности выдвинуло ультиматум генеральному прокурору штата Техас Кену Пакстону, приказав устранить «препятствия» вдоль границы и предоставить пограничному патрулю полный доступ в парк Шелби к 26 января. 24 января конгрессмены-демократы от Техаса — Хоакин Кастро и Грег Касар — призвали президента США Джо Байдена установить федеральный контроль над Национальной гвардией Техаса.
26 января Министерство внутренней безопасности объявило второй крайний срок для Техаса, чтобы согласиться полностью открыть границу для агентов федерального пограничного патруля, подчеркнув необходимость урегулирования и указав последствия отказа в письме главного юрисконсульта МВБ Джонатана Э. Мейера генеральному прокурору Пакстону. 29 января более двух десятков генеральных прокуроров, включая представителей Айовы, Юты, Алабамы, Аляски, Арканзаса, Флориды, Джорджии, Айдахо, Индианы, Канзаса, Кентукки, Луизианы, Миссисипи, Миссури, Монтаны, Небраски, Нью-Гэмпшира, Северной Дакоты, Оклахомы, Огайо, Южной Каролины, Южной Дакоты, Теннесси, Вирджинии, Западной Вирджинии, Вайоминга и руководство законодательного собрания штата Аризона подписали письмо в поддержку Техаса и его усилий по обеспечению безопасности границ, адресованное президенту Байдену и министру внутренней безопасности Алехандро Майоркасу, подчеркивая важность соблюдения законов страны и высоко оценивая работу Эбботта и Пакстона по обеспечению безопасности границы от «вторжения, вызванного отказом Байдена следовать федеральному статутному законодательству».